# 長田光平
長田 光平（ながた こうへい、1997年9月12日—），日本的歌手、演員，出生於日本神奈川縣。隸屬於RISINGPRO。

## 簡歷
2019年組成5人團體「プラチナボーイズ」，同年10月發行第一張單曲「君へ届け」出道。
2022年1月30日在音樂劇「刀劍亂舞」～江水散花雪～中飾演小龍景光，開始演員之路。
2023年5月22日宣布將以個人活動為主。
2023年10月20日、開設個人粉絲俱樂部。

## 人物
- 看了電影變人後想成為能透過電影傳達感動的人而踏進演藝圈。[4]
- 興趣是看動畫及電影。[4]
- 專長為柔道、空手道及游泳。[5]

## 演出

### 舞台

#### 2022年
- 音樂劇「刀劍亂舞」～江水散花雪～（2022年1月30日 - 3月13日，Ai Plaza豐橋 等）-- 飾演 小龍景光[6]
- 音樂劇「刀劍亂舞」～真劍亂舞祭2022～（2022年5月8日 - 6月26日，Sun Dome 福井 等）- 飾演 小龍景光[7]
- 聖誕☆朗讀劇「聖誕夜的故事」（2022年12月22日，新國立劇場 小劇場）- 當日演出嘉賓[8]

#### 2023年
- 坂本冬美特別公演（2023年2月3日 - 2月26日，大阪新歌舞伎座）[9]
- 音樂劇「刀劍亂舞」砥水漾影花（2023年4月30日 - 6月18日，TOKYO DOME CITY HALL 等）- 飾演 小龍景光[10]
- CONTEMPORARY STAGE「契×約（ケイ×ヤク）」（2023年7月13日 - 7月23日，Mixalive TOKYO 6F Theater Mixa）- 飾演 英 獅郎
- 音樂劇「刀劍亂舞」㊇ 亂舞野外祭（2023年9月17日 - 9月24日，富士急樂園Conifer Forest）- 飾演 小龍景光[11]

#### 2024年
- 舞台「藍色監獄」2nd STAGE（2024年1月18日 - 1月31日，京都劇場 等）- 飾演 糸師凜[12]
- 惡童會議第二回公演 音樂劇「夜曲〜Nocturne〜」（2024年5月4日 - 12日，品川王子飯店 Stellar Ball）
- 音樂劇「刀劍亂舞」祝玖壽 亂舞音曲祭（2024年10月5日 - 12月1日、Sun Dome 福井 等）- 飾演 小龍景光

#### 2025年
- 私立探偵濱Mike -遙遠時代的階段-（2025年2月6日 - 23日、Sunshine Theatre 等） - 飾演 杉本
- OFFICE SHIKA CHILDHOOD「クマのプーとアクマのゾゾ」（2025年4月10日 - 20日、座・高円寺1） - 主演・栗栖魯瓶

### 網路節目
- 「みみはぴ保育園」（2023年，DMM TV，全8話）- 飾演 圭人老師

### 網路直播
- プラチナボーイズ（2020年5月- ，YouTube）
- 松島勇之介官方頻道「六畳一間」（2022年7月1日，OPENREC） - 當集來賓
- 加藤大悟公式官方頻道「A-ways Studio #4」（2022年8月28日，Niconico頻道） - 當集來賓
- 加藤大悟公式官方頻道「A-ways Studio #17」（2023年9月28日，Niconico頻道） - 當集來賓

### 雜誌
- JUNON（2022年4月号、2023年2月號）
- blue THE Stage RUN（2022年8月31日）
- 月刊ザテレビジョン（2022年11月號）
- 週刊ザテレビジョン（2022年10月21日）
- ちょっと大人の俳優ライフスタイルBOOK ACTOR★OVER No.2（2023年）
- Sparkle vol.53（2023年7月6日）

## 作品
音樂作品及活動詳「プラチナボーイズ」條目。

## 外部連結
- 長田光平OFFICIAL FANCLUB SITE
- 長田光平的Instagram帳戶
- 長田光平的TikTok
- 長田光平的X（前Twitter）
- 長田光平STAFF的X（前Twitter）